# Comitato Centrale del PCUS

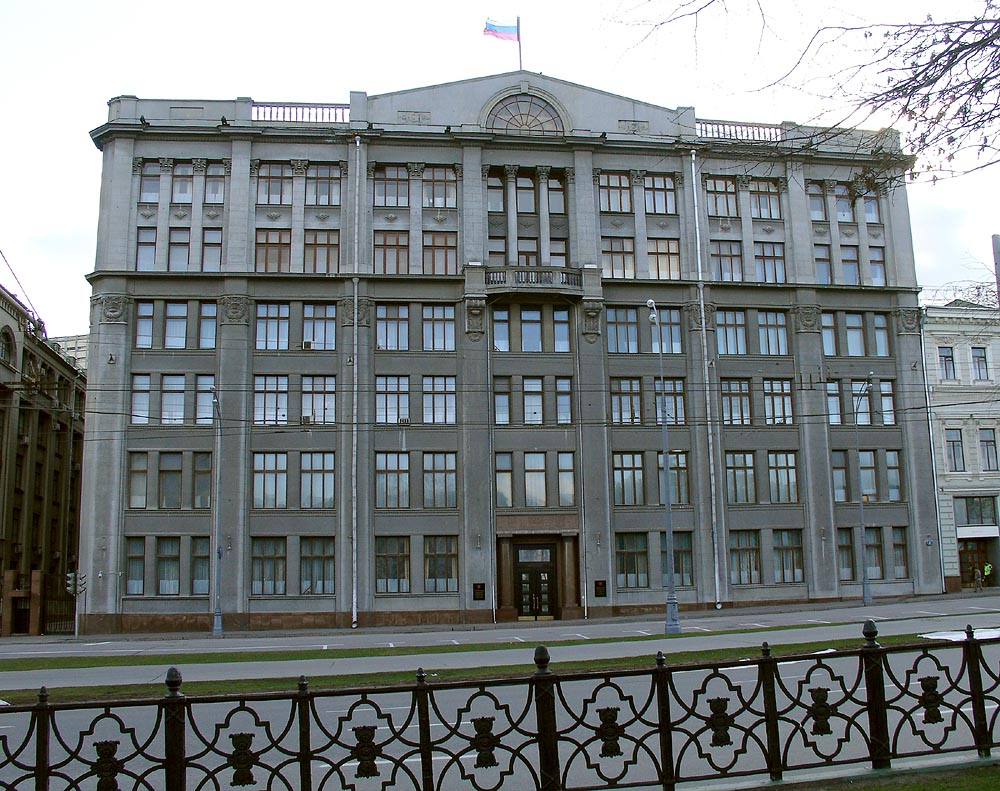
La storica sede del Comitato Centrale del PCUS a Mosca in una foto del 2007

Il Comitato Centrale del Partito Comunista dell'Unione Sovietica, abbreviato in CC del PCUS (in russo Центральный Комитет Коммунистической Партии Советского Союза, ЦК КПСС?, Central'nyj komitet Kommunističeskoj partii Sovetskogo Sojuza, CK KPSS) era il principale organo di governo ed il centro teorico e ideologico del Partito Comunista dell'Unione Sovietica nei periodi che intercorrevano tra lo svolgimento dei Congressi del partito.

## Composizione

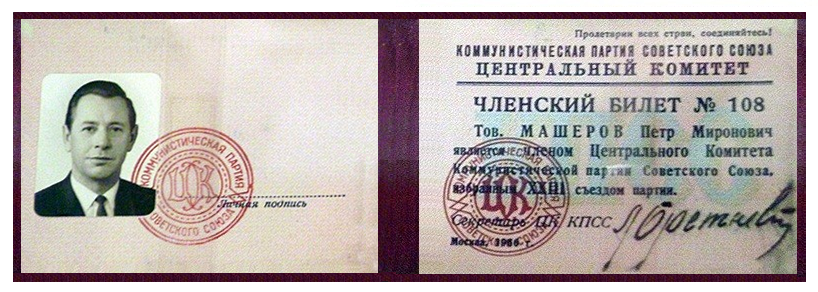
Tesserino di membro del Comitato Centrale rilasciato nel 1966 a Pëtr Mašerov

Il Comitato Centrale dirigeva tutte le attività del partito e si riuniva periodicamente in plenum. I membri del CC erano eletti dal Congresso e si suddividevano in membri effettivi e membri candidati. Questi ultimi partecipavano ai plenum con voto consultivo, così come i membri della Commissione di revisione centrale del CC.
Il numero di membri del Comitato centrale è variato nel corso degli anni. Se prima della rivoluzione, anche in considerazione dell'illegalità dell'attività del partito, il Comitato centrale era composto di pochissime persone che si riunivano in condizioni di grande difficoltà, con il consolidamento del potere del PCUS e il suo costante ampliamento, anche la consistenza del Comitato centrale si è ampliata fino a raggiungere i 319 membri dopo il XXVI Congresso del PCUS del 1981 e addirittura di 412 dopo il XXVIII Congresso del 1990.
Nel primo plenum dopo ogni Congresso il CC provvedeva ad eleggere il Politburo (tra il 1952 e il 1966 riorganizzato in Praesidum), la Segreteria, il Segretario generale.

## Organismi interni

### Politburo
Il Politburo (Ufficio politico) era l'organismo dirigente del PCUS nei periodi che intercorrevano fra una riunione e l'altra del plenum del Comitato centrale. Di esso facevano parte i più influenti membri del CC, che determinavano la politica del partito e, nel sistema monopartitico, dell'Unione Sovietica stessa. I membri del Politburo erano eletti dal plenum del Comitato centrale.
Il primo Politburo del Comitato centrale dell'allora Partito Operaio Socialdemocratico Russo (bolscevico), guidato da Lenin, fu formato nella riunione del CC del 10 ottobre 1917 come guida politica della Rivoluzione. Fu invece costituito come organismo permanente dall'VIII Congresso del Partito comunista nel 1919.
Tra il 1952 e il 1966 ha operato con la denominazione di Praesidium del Comitato Centrale.

### Presidium
Il Presidium (o Praesidium) del Comitato centrale (in russo Президиум ЦК КПСС?, Prezidium CK KPSS) fu, dal 1952 al 1966, l'organismo dirigente del PCUS nei periodi fra le riunioni in plenum del Comitato centrale. Fu istituito in sostituzione del Politburo dal XIX Congresso del PCUS, all'indomani del quale il CC elesse la prima formazione composta da 25 membri, nove dei quali (Berija, Bulganin, Vorošilov, Kaganovič, Malenkov, Pervuchin, Saburov, Stalin e Chruščëv) facevano parte dell'Ufficio del Presidium (Бюро Президиума, Bjuro Prezidiuma).
Dall'anno successivo, dopo la morte di Stalin, il Comitato centrale provvide, in riunione congiunta con il Consiglio dei ministri e con il Presidium del Soviet supremo, a sopprimere l'Ufficio del Presidium e ad eleggere un Presidium ridotto a dieci membri. Nel 1966, in occasione del XXIII Congresso del PCUS, l'organismo di governo del Comitato centrale fu nuovamente riorganizzato in Politburo, e il Presidium cessò l'attività.

### Segreteria
La Segreteria, o Segretariato, del Comitato centrale era un organo eletto dal plenum del CC del PCUS e incaricato della direzione del lavoro amministrativo del Comitato. In particolare fra i suoi compiti vi erano l'organizzazione del controllo dell'applicazione delle decisioni del partito e la selezione dei quadri.
La prima Segreteria venne eletta in occasione del VI Congresso nel 1917, ed era composta da Dzeržinskij, Ioffe, Muranov, Sverdlov e Elena Stasova, mentre ne venne formalizzata la costituzione definitiva due anni dopo, con l'VIII Congresso.
Nei primissimi anni la Segreteria ebbe un ruolo principalmente tecnico, mentre assunse una notevole rilevanza politica a partire dal 1922, dopo l'istituzione della carica di Segretario generale del Comitato centrale e l'elezione di Stalin a tale ruolo. Insieme a lui, nella stessa occasione il plenum del CC elesse membri della Segreteria Kujbyšev e Molotov.

### Segretario generale
Il Segretario generale del Comitato centrale, la più alta carica amministrativa del PCUS, veniva eletto dal plenum del CC unitamente agli altri membri della Segreteria. Tale ruolo venne istituito nel 1922 dall'VIII Congresso del Partito bolscevico, e fu assegnato dal Comitato centrale a Stalin. Dopo la morte di Lenin (gennaio 1924) la rilevanza del Segretario generale crebbe fino a diventare di fatto la posizione più importante dell'intera Unione Sovietica.
Durante la ristrutturazione del partito del 1952 la carica venne formalmente abolita, ma Stalin conservò il ruolo di membro della Segreteria e il potere effettivo. Nel 1953, con Nikita Chruščëv, la carica fu reistituita con la denominazione di Primo segretario del Comitato centrale e in breve tornò a coincidere con quella di leader di fatto dell'URSS. Durante il governo di Leonid Brežnev, dal 1966 si ritornò alla denominazione di Segretario generale. Nel 1990, con Gorbačëv, si passò all'elezione diretta del Segretario generale e della neoistituita figura del vicesegretario da parte del Congresso e non del Comitato centrale.

### Orgburo
L'Orgburo fu l'Ufficio organizzativo del Comitato centrale fra il 1919 e il 1952. Eletto dal plenum, fu istituito nel 1919, inizialmente in una formazione di tre membri (Vladimirskij, Krestinskij e Sverdlov). L'Ufficio svolgeva un ruolo amministrativo, supervisionava il lavoro dei comitati locali del partito ed aveva il potere di selezionarne i quadri. Sebbene il Politburo avesse il potere di annullare le decisioni dell'Orgburo, quet'ultimo, soprattutto negli anni venti, riuscì a conservare autonomia e potere. Con il tempo le funzioni dell'Ufficio organizzativo andarono a coincidere con quelle della Segreteria. Con l'aumentare del potere di questa svuotò di significato il ruolo dell'Orgburo, che venne definitivamente abolito durante la riorganizzazione del PCUS attuata nel 1952.